# Hermann Krause (Politiker, 1854)
Karl Ernst Hermann Krause (* 24. Februar 1854 in Seehausen (Altmark); † 1920) war ein deutscher Richter und Parlamentarier.

## Leben
Hermann Krause studierte 1872/73 an der Friedrichs-Universität Halle Medizin. 1872 wurde er im Corps Teutonia Halle aktiv. In Halle wechselte er 1873 zum Rechtsstudium, das er an der Philipps-Universität Marburg und der Friedrich-Wilhelms-Universität zu Berlin zu Ende brachte. Er  trat 1876 in die Rechtspflege Preußens. Von 1884 bis 1911 war er Amtsrichter und Amtsgerichtsrat in Waldenburg, Oberschlesien. Anschließend war er Amtsgerichtsrat in Naumburg (Saale). Zuletzt lebte er wieder in seinem Geburtsort Seehausen in der Altmark. Von 1894 bis 1918 saß Krause als Abgeordneter des Wahlkreises Breslau 7 (Waldenburg, Reichenberg) im Preußischen Abgeordnetenhaus. Er gehörte der Fraktion der Freikonservativen Partei an. 1899–1909 und 1911–1918 saß er in der Justizkommission. Er erhielt den  Charakter als Geheimer Justizrat.